# علند
العَلَنْد أو البُقَّة (الاسم العلمي: Taurotragus، تعني حرفيًّا: تيس الثور) جنس من الظباء السافانا الإفريقية الكبيرة، من فصيلة البقريات. أنواعه اثنان العلند الشائع والعلند العملاق.